# Guriezo
Guriezo è un comune spagnolo di 2.244 abitanti situato nella comunità autonoma della Cantabria.